# McLaren M2B
McLaren M2B – samochód Formuły 1, pierwszy bolid zespołu McLaren, zaprojektowany przez Robina Herda, używany w sezonie 1966. Został stworzony w 1965 na podstawie prototypowego modelu McLaren M2A. Do stworzenia samochodu użyto innowacyjnego laminatu Mallite. Bolid był napędzany silnikami Ford i Serenissima, które miały jednak niewystarczającą moc. M2B miały też problemy z niezawodnością.
Kierowany przez założyciela zespołu Bruce’a McLarena, M2B zgłaszany był do sześciu Grand Prix, startując w czterech. Pierwszy punkt zdobył podczas Grand Prix Wielkiej Brytanii, a kolejne dwa w Grand Prix Stanów Zjednoczonych.

## Powstanie bolidu
Bruce McLaren Motor Racing został założony w 1963 przez Bruce’a McLarena, który był kierowcą fabrycznego zespołu Cooper w Formule 1. Przez dwa lata zespół McLaren startował w Tasman Series i innych seriach wyścigowych. Bruce McLaren występował w Formule 1 w zespole Coopera, jednak w sezonie 1965 jego wyniki uległy pogorszeniu i postanowił stworzyć swój własny bolid Mimo że sam był wykwalifikowanym inżynierem, zatrudnił Robina Herda do zaprojektowania pojazdu. Robin Herd był inżynierem lotniczym, pracującym w Royal Aircraft Establishment, gdzie był zaangażowany w projekt Concorde'a. McLaren zatrudnił go do zrealizowania swojego planu – we wrześniu 1965 została ukończona budowa prototypowego samochodu M2A. Był on napędzany silnikiem Oldsmobile V8 i służył do testowania opon Firestone oraz pomysłów Herda. McLaren jeździł wówczas w Cooperze, więc zaprzeczał temu, że buduje konkurencyjny bolid, twierdząc, że jest on jedynie podłożem do badań opon.
W fabryce w Colnbrook rozpoczęła się budowa dwóch podwozi M2B, natomiast budowa trzeciego prawdopodobnie nie została ukończona. W grudniu 1965 roku zakończyły się testy M2A na Goodwood Circuit, w trakcie których bolid przejechał ponad 3000 kilometrów, a dwa silniki były gotowe do montażu w M2B. W ostatnich dniach grudnia do zespołu konstrukcyjnego dołączył były kolega Herda z RAE – Gordon Coppuck, który później został szefem konstruktorów w McLarenie. W lutym 1966 kolejne testy zostały przeprowadzone w Kalifornii, w oczekiwaniu na początek sezonu 1966 w maju.

## Charakterystyka

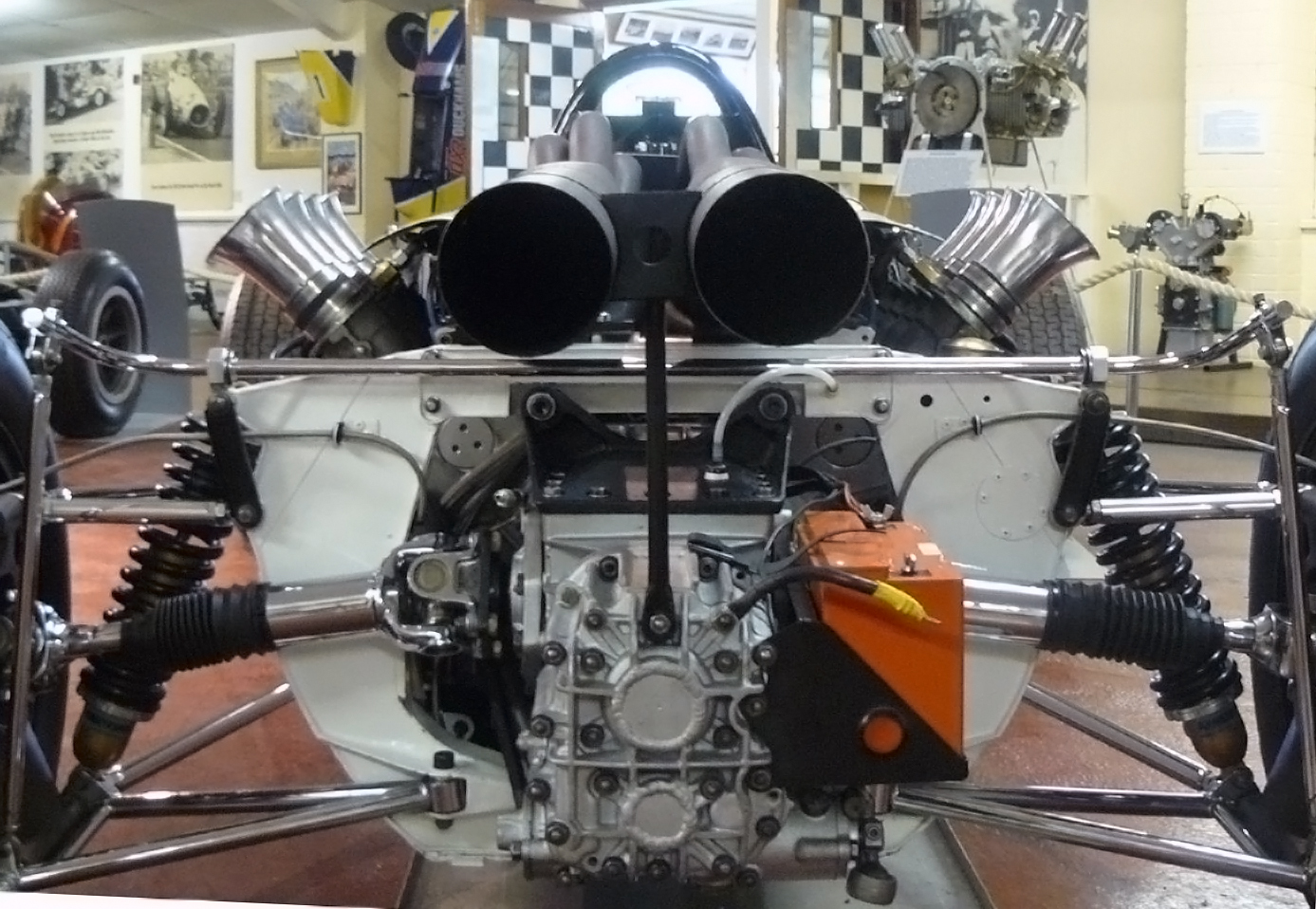
Skrzynia biegów bolidu

M2B był napędzany centralnie umieszczonym silnikiem, z napędem tylnym. W bolidzie zastosowano nadwozie samonośne, spopularyzowane przez Lotusa 25 z 1962. Herd, korzystając ze swojego doświadczenia lotniczego, użył do budowy podwozia Mallite, materiału używanego pierwotnie do tworzenia wewnętrznych paneli w samolocie. Jest to materiał produkowany z włókien ogorzałki wełnistej pokrytej warstwami duraluminium, przez co jest przydatniejszy w budowie bolidów niż zwykły stop aluminium.
Okazało się jednak, że Mallite jest trudny do wygięcia na krągłych elementach pojazdu i, podczas gdy M2A został wykonany w całości z niego (z wyjątkiem grodzi stalowych), w M2B został wykorzystany jedynie do wewnętrznych i górnych części pojazdu, a do pozostałej części użyto aluminium. Mallite było też trudne do naprawienia po stłuczce, jego sztywność skrętna wynosiła prawie 3600 N·m na stopień. Paliwo było przechowywane w gumowych zbiornikach w obrębie nadwozia.
Wiedza Herda z dziedziny aerodynamiki pomogła zespołowi w eksperymentowaniu z aerodynamicznym nadwoziem. M2A został wyposażony w tylne skrzydło, które dociskało samochód do nawierzchni i pozwalało na szybsze pokonywanie zakrętów, a także skróciło czas okrążenia o trzy sekundy (na torze Zandvoort). Było to dwa i pół roku przed zastosowaniem tylnych skrzydeł u Brabhama i zespołów korzystających z samochodów Ferrari w Formule 1 Zespół zamierzał wykorzystać skrzydło w M2B, ale nie udało się to, ze względu na specyfikę silnika.
Zawieszenie zostało oparte na konwencjonalnych wahaczach z amortyzatorami wewnętrznymi z przodu i zewnętrznymi resorami i amortyzatorami z tyłu. Hamowanie było możliwe dzięki hamulcom tarczowym Girling o rozmiarze 33 cm, ze stopu magnezu. Rozstaw osi samochodu wynosił 2438 mm, zaś sam kokpit miał 1473 mm z przodu i 1492 mm z tyłu.

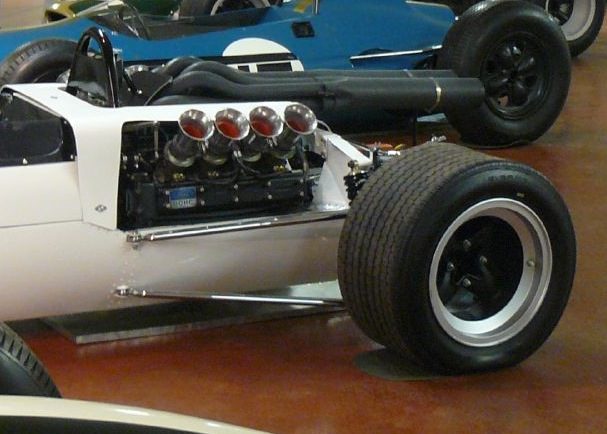
Silniki Forda używane podczas wyścigów Indianapolis 500 okazały się nieodpowiednie dla Formuły 1

W sezonie 1966 limit pojemności silnika został zwiększony z 1,5 litra w poprzednich sezonach do 3,0 litra. McLaren testował silniki British Racing Motors (BRM), Maserati, Coventry Climax i Oldsmobile, zanim wybrał V8 Forda. Ten silnik był pierwotnie zaprojektowany do amerykańskiego wyścigu Indianapolis 500 i wymagał zmniejszenia pojemności z 4,2 litra do 3 litrów. Wybór ten był częściowo motywowany przez to, że wierzono w możliwość uzyskania pomocy finansowej od Forda (nigdy się jednak nie pojawiła). Inżynier Klaus von Rucker pracujący wcześniej w BMW i Daimler-Benz został wybrany do przekształcenia silnika w Anglii. Prace postępowały wolno, więc projekt powierzono firmie Traco Engineering w Kalifornii, gdzie wprowadzono wiele modyfikacji pod nadzorem Knutsona Gary’ego z McLarena. W pierwotnej wersji silnik Forda miał moc 470 KM i zespół konstrukcyjny spodziewał się, że przerobiona wersja będzie mogła osiągnąć 335 KM.. W rzeczywistości, osiągał on 300 KM. Osiągnięcie tej mocy było dodatkowo utrudnione przez duże wymiary i masę samochodu (skrzynia biegów ważyła niemal tyle co cały bolid Brabhama). McLaren postanowił więc używać także silnika V8 Serenissima M166 o pojemności 3 litrów do niektórych wyścigów. Był to rozwinięty przez Alfa Francisa dziewięćdziesięciostopniowy silnik V8 z podwójnym wałkiem rozrządu napędzanym łańcuchem. Średnica i skok tłoka wynosiły 85 mm x 66 mm, a pojemność wynosiła 2996 cm². Moc maksymalna silnika Serennisima wynosiła 305-307 KM przy 8500 obrotach na minutę. Używane były cztero- i pięciobiegowe skrzynie biegów zintegrowane z mechanizmem różnicowym ZF i sprzęgło marki Borg&Beck.
M2B ścigał się w zielono-srebrnym malowaniu zaprojektowanym przez Michaela Turnera. W filmie Grand Prix, w którym zagrał bolid, samochód został przemalowany na biało, z zielonymi paskami – w barwy fikcyjnego japońskiego zespołu „Yamura”.

## Występy w Formule 1

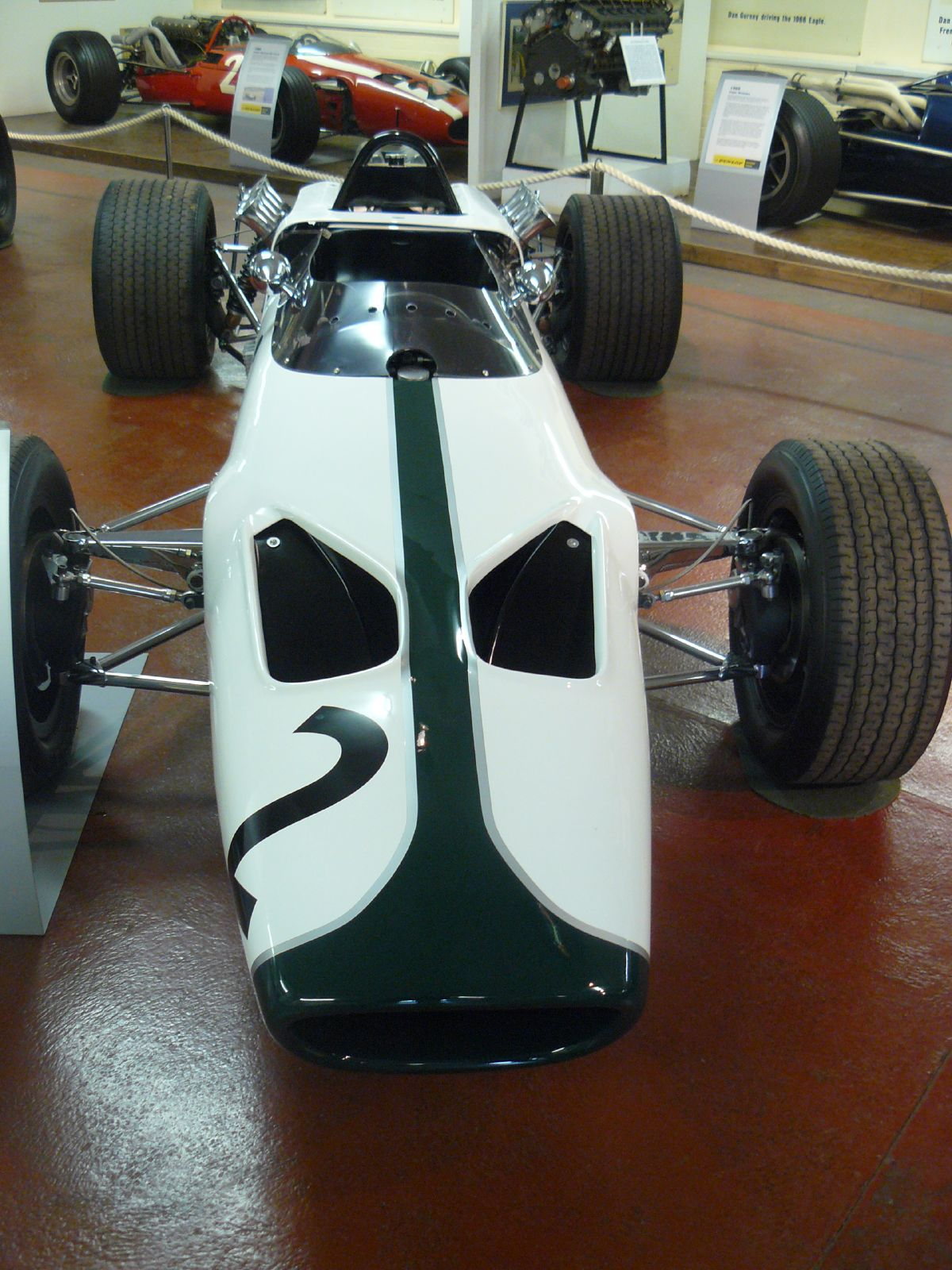
M2B zdobył tylko trzy punkty w swoim debiutanckim sezonie

Bolid M2B napędzany silnikiem Forda zaliczył swój debiut 22 maja 1966 podczas pierwszej rundy mistrzostw – Grand Prix Monako, gdzie był kierowany przez Bruce’a McLarena. Wystartował z dziesiątego miejsca, jednak po dziewięciu okrążeniach musiał przerwać wyścig ze względu na wyciek oleju. Po tym wyścigu McLaren postanowił, że w Grand Prix Belgii zostanie użyty silnik Serenissima. Przez problemy z łożyskiem McLaren nie mógł wystartować w tym wyścigu. Zespół nie wziął udziału również w Grand Prix Francji. 16 lipca do Grand Prix Wielkiej Brytanii rozgrywanego na torze Brands Hatch wystartował z 13. pozycji, a ukończył go na szóstej, zdobywając pierwszy punkt dla swojegp zespołu. Serenissima zawiodła ponownie przed Grand Prix Holandii i zapisy do Grand Prix Niemiec i Włoch zostały wycofane w oczekiwaniu na gotowość silnika Forda do startu. Serenissima zaoferowała nowy silnik 91,5 x 57 mm z pojemnością 2998,46 cm² lecz McLaren zdecydował się na powrót do silnika Forda. Wyposażony ponownie w tę jednostkę bolid wystartował w Grand Prix USA. W kwalifikacjach Bruce McLaren zajął 11. pozycję, zaś w wyścig ukończył na piątym miejscu, zdobywając dwa punkty dla zespołu. Podczas Grand Prix Meksyku w tyle nadwozia zastosowano wycięcie, zapobiegające przegrzaniu silnika, jednak maszyna nie działała poprawnie i McLaren nie dojechał do mety. McLaren chciał zatrudnić jako drugiego kierowcę Chrisa Amona, który jeździł już dla zespołu w innych seriach, jednak jego samochód miał problemy z silnikiem i nie wystartował w żadnym z wyścigów.

## Wyniki w Formule 1
| Legenda oznaczeń w tabelach wyników Wyświetl szablon na nowej stronie | Legenda oznaczeń w tabelach wyników Wyświetl szablon na nowej stronie                                                                     |
| Oznaczenie                                                            | Wyjaśnienie |
| --------------------------------------------------------------------- | --- |
| Złoty                                                                 | Zwycięzca lub mistrzostwo |
| Srebrny                                                               | 2. miejsce lub wicemistrzostwo |
| Brązowy                                                               | 3. miejsce lub II wicemistrzostwo |
| Zielony                                                               | Ukończył, punktował (w klasyfikacji generalnej, gdy zdobył co najmniej jeden punkt na przestrzeni sezonu, poza trzema powyższymi opcjami) |
| Niebieski                                                             | Ukończył, nie punktował (w klasyfikacji generalnej, gdy nie zdobył co najmniej jednego punktu na przestrzeni sezonu)                      |
| Czerwony                                                              | Nie zakwalifikował się (NZ) |
| Czerwony                                                              | Nie prekwalifikował się (NPK) |
| Różowy                                                                | Nie ukończył (NU) |
| Różowy                                                                | Niesklasyfikowany (NS) (w klasyfikacji generalnej, gdy nie został sklasyfikowany w żadnym wyścigu sezonu)                                 |
| Czarny                                                                | Zdyskwalifikowany (DK) |
| Czarny                                                                | Wykluczony (WYK/EX) |
| Biały                                                                 | Nie wystartował (NW) |
| Biały                                                                 | Kontuzjowany (K/INJ) |
| Biały                                                                 | Wyścig odwołany (OD/C) |
| Bez koloru                                                            | Został wycofany (WYC/WD) |
| Bez koloru                                                            | Nie przybył (NP/DNA) |
| Bez koloru                                                            | Nie brał udziału w treningach (NT/DNP) |
| Bez koloru                                                            | Nie został zgłoszony (–) |
| Pogrubienie                                                           | Start z pole position |
| Kursywa                                                               | Najszybsze okrążenie wyścigu |
| †                                                                     | Nie ukończył, ale jego rezultat został zaliczony ze względu na przejechanie więcej niż 90% dystansu wyścigu.                              |
| *                                                                     | Sezon w trakcie |
| 1/2/3                                                                 | Punktowana pozycja w sprincie kwalifikacyjnym                                                                                             |
| Lista systemów punktacji Formuły 1                                    | |

| Sezon  | Zespół                     | Silnik        | Kierowcy      | Wyniki w poszczególnych eliminacjach | Wyniki w poszczególnych eliminacjach | Wyniki w poszczególnych eliminacjach | Wyniki w poszczególnych eliminacjach | Wyniki w poszczególnych eliminacjach | Wyniki w poszczególnych eliminacjach | Wyniki w poszczególnych eliminacjach | Wyniki w poszczególnych eliminacjach | Wyniki w poszczególnych eliminacjach | Wyniki kierowców | Wyniki kierowców | Wyniki konstruktora | Wyniki konstruktora |
| Sezon  | Zespół                     | Silnik        | Kierowcy      | Monako                               | Belgia                               | Francja                              | Wielka Brytania                      | Holandia                             | Niemcy                               | Włochy                               | Stany Zjednoczone                    | Meksyk                               | Pkt.             | Msc.             | Pkt.                | Msc.                |
| ------ | -------------------------- | ------------- | ------------- | ------------------------------------ | ------------------------------------ | ------------------------------------ | ------------------------------------ | ------------------------------------ | ------------------------------------ | ------------------------------------ | ------------------------------------ | ------------------------------------ | ---------------- | ---------------- | ------------------- | ------------------- |
| 1966   | Bruce McLaren Motor Racing | Ford          | Bruce McLaren | NU                                   | –                                    | –                                    | –                                    | –                                    | –                                    | –                                    | 5                                    | NU                                   | 3                | 16               | 2                   | 9                   |
| 1966   | Bruce McLaren Motor Racing | Ford          | Chris Amon    | NW                                   | –                                    | –                                    | –                                    | –                                    | –                                    | –                                    | –                                    | –                                    | 0                | 23               | 2                   | 9                   |
| 1966   | Bruce McLaren Motor Racing | Serenissima   | Bruce McLaren | –                                    | NW                                   | NW                                   | 6                                    | NW                                   | WD                                   | WD                                   | –                                    | –                                    | 3                | 16               | 1                   | 11                  |
| 1966   | Bruce McLaren Motor Racing | Serenissima   | Chris Amon    | –                                    | NW                                   | –                                    | NW                                   | NW                                   | –                                    | WD                                   | –                                    | –                                    | 0                | 23               | 1                   | 11                  |
| Źródło | [ 31 ] [ 38 ]              | [ 31 ] [ 38 ] | [ 31 ] [ 38 ] | [ 31 ] [ 38 ]                        | [ 31 ] [ 38 ]                        | [ 31 ] [ 38 ]                        | [ 31 ] [ 38 ]                        | [ 31 ] [ 38 ]                        | [ 31 ] [ 38 ]                        | [ 31 ] [ 38 ]                        | [ 31 ] [ 38 ]                        | [ 31 ] [ 38 ]                        | [ 38 ] [ 31 ]    | [ 38 ] [ 31 ]    | [ 38 ] [ 31 ]       | [ 38 ] [ 31 ]       |

## Po sezonie
Pomimo braku sukcesów M2B Herd powiedział: „każdy jest dziesięć razy bardziej zdeterminowany, by w przyszłym roku było lepiej”, zauważył też, że większy nacisk położony był na elegancję karoserii, niż na aerodynamikę pojazdu, a zespół koncentrował się bardziej na technicznej pomysłowości niż inżynierii pozwalającej na wygrywanie wyścigów. Członek zespołu, a później dyrektor McLarena Teddy Mayer powiedział, że głównym problemem był wybór silnika Forda. Tego samego zdania był osobisty sekretarz Bruce’a McLarena Eoin Young.
Przy późniejszych bolidach zespołu porzucono Mallite na rzecz tradycyjnych konstrukcji aluminiowych. Herd uczestniczył przy projektowaniu wszystkich tych samochodów do czasu jego odejścia do Coswortha w 1967, a McLaren stał się jednym z najbardziej utytułowanych zespołów w Formule 1.
M2A krążył wśród różnych prywatnych właścicieli w Wielkiej Brytanii, dopóki nie został zniszczony przez pożar w 1969. Źródła wskazują, że trzy egzemplarze M2B były w obiegu: jeden oczekuje renowacji w Stanach Zjednoczonych, a inny jest na wystawie Donington Grand Prix.